# Goodbye & Amen
Goodbye & Amen (conosciuto anche con il titolo L'uomo della CIA) è un film del 1977 diretto da Damiano Damiani, interpretato da Tony Musante e Claudia Cardinale e tratto dal romanzo Sulla pelle di lui di Francis Clifford.

## Trama
John Dannahay, agente della CIA in servizio presso l'ambasciata statunitense a Roma, sta pianificando un colpo di stato in una non meglio precisata nazione dell'Africa. Dannahay, che è tenuto sotto controllo dai suoi superiori dopo un errore che ha mandato a monte la sua ultima operazione, è disposto a tutto pur di portare a compimento la missione; scopre però grazie a delle intercettazioni, che il suo collega e amico intimo Harry Lambert sta in realtà facendo il doppio gioco, passando informazioni al nemico.
A poche ore di distanza, in tarda serata, un uomo armato di fucile comincia a sparare da un balcone dell'hotel Hilton, uccidendo un mendicante e un turista asiatico e seminando il panico in strada. Sentendosi braccato, il pericoloso individuo si barrica in una stanza dell'albergo, all'interno della quale stanno trascorrendo la notte l'elegante signora De Mauro, moglie infedele di un ricco imprenditore ed il suo amante Jack Perry, attore giovane e belloccio. Sul posto interviene il commissario Moreno, della polizia italiana, che insieme ai suoi uomini tenta di governare la situazione.
La moglie di Harry Lambert, Renata, racconta a Dannahay che suo marito è andato via di casa dopo un brutto litigio e, poiché viene ritrovata nell'hotel la custodia di un suo fucile, si pensa che sia proprio lui il sequestratore. Dannahay offre la sua collaborazione al commissario Moreno e i due cercano di mettersi in contatto telefonico con la stanza nella quale l'uomo ha preso in ostaggio la signora De Mauro e Perry. I poliziotti tentano a più riprese di irrompere nella stanza, con scarsi risultati. Il sequestratore, minacciando di uccidere gli ostaggi, chiede che venga fatto entrare nella camera anche l'ambasciatore Carson.
Dopo uno scontro a fuoco nel quale Dannahay riesce a liberare la signora De Mauro, la polizia decide di accogliere la richiesta del sequestratore, consegnandogli l'ambasciatore. Ben presto però Dannahay comprende che il sequestratore non è affatto Lambert, bensì Douglas Greyson, l'ex autista dell'ambasciatore Carson e di Lambert, licenziato per via delle sue turbe psichiche. Dannahay preleva Lambert da una villa al mare, nel quale il diplomatico, ignaro di tutto, si sta rilassando con l'amante Maria Sole, e lo mette al corrente della situazione.
Greyson, progettando la fuga, richiede ai poliziotti che gli sia messo a disposizione un elicottero e che gli venga consegnato un altro uomo, insieme a quattro impermeabili neri, quattro caschi integrali e 4 pistole identiche affinché durante la fuga nessuno riesca a distinguerlo dagli ostaggi. Dannahay convince Lambert a consegnarsi come quarto uomo, promettendogli di mettere una pistola carica in una via d'accesso al tetto, in modo che lui la possa usare contro Greyson. Il sequestratore, insieme a Lambert, Perry e Carson, si dirige verso l'elicottero; Lambert, che ha recuperato l'arma messa a disposizione da Dannahay, apre il fuoco contro Greyson, ma i primi due colpi non vanno a segno. Il terzo e il quarto proiettile colpiscono Greyson, che però fa in tempo a rispondere al fuoco: entrambi gli uomini si accasciano al suolo e muoiono.
La polizia libera Perry e l'ambasciatore Carson. Dannahay dà ordine di completare il golpe. Il commissario Moreno nota dei bossoli strani. L'uomo si rivolge quindi a Dannhay chiedendogli se ha caricato lui l'arma, teorizzando che qualcuno ha utilizzato Greyson per uccidere Lambert, ma non ottenendo una risposta desiste e chiede a Dannahay se Lambert fosse un suo amico. L'agente risponde affermativamente e poi si salutano.

## Produzione
Il film venne girato quasi interamente nell'hotel Cavalieri Hilton di Roma.